# Рандолија (Ајова)
Рандолија (енгл. Randalia) град је у америчкој савезној држави Ајова. По попису становништва из 2010. у њему је живело 68 становника.

## Демографија
Према попису становништва из 2010. у граду је живело 68 становника, што је -16 (-19.0%) становника више него 2000. године.
| Група             | 2000.       | 2010.      |
| Белци             | 84 (100.0%) | 64 (94,1%) |
| Афроамериканци    | 0 (0,0%)    | 0 (0,0%)   |
| Азијати           | 0 (0,0%)    | 0 (0,0%)   |
| Хиспаноамериканци | 0 (0,0%)    | 0 (0,0%)   |
| Укупно            | 84          | 68         |